# Balansaxel

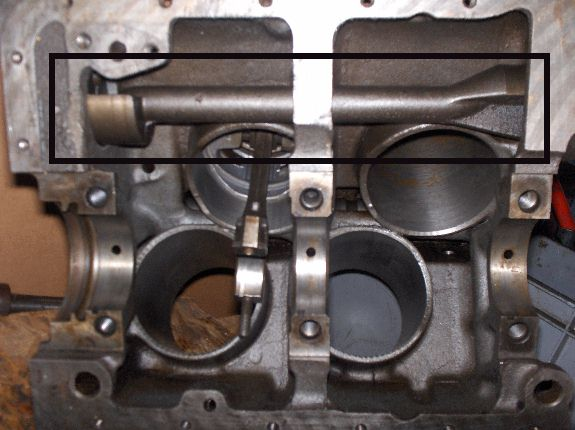
Balansaxel i en V4-motor (Ford Taunus). Den svarta rektangeln visar balansaxeln.

Balansaxel hjälper till att jämna ut vibrationer från en kolvmotor. Den gör detta genom att sätta en motvikt som är uppkopplad till vevaxeln.